# ARA San Juan (D-9)
«Сан Хуан» (ісп. ARA San Juan (D-9) — військовий корабель, ескадрений міноносець типу «Буенос-Айрес», що перебував на озброєнні військово-морського флоту Аргентини у 1930-1970-х роках.
«Сан Хуан» був закладений на верфі британської компанії John Brown & Company у Клайдбанку. 24 червня 1937 року він був спущений на воду, а 23 березня 1938 року увійшов до складу ВМС Аргентини.

## Історія служби
16 вересня 1955 року «Сан Хуан» підтримав самопроголошену «Визвольну революцію» («Revolución Libertadora»). Під командуванням капітана фрегата Педро Ф. Архансета він брав участь у вересневій визвольній революції, здійснив бомбардування Мар-дель-Плата та залучався до блокади морського та річкового узбережжя. Він увійшов до Буенос-Айреса 23 вересня з морським флотом і взяв участь у операціях, які проводив флот.
У 1958 році есмінець «Сан Хуан» брав участь в інциденті на острові Снайп, що стався між Аргентиною та Чилі за контроль над цим островом (протока Бігля, на південь від острова Вогняна Земля).
«Сан Хуан» був виведений з експлуатації в 1973 році.